# Segundo gobierno de Manuel Prado Ugarteche
El segundo gobierno constitucional de Manuel Prado Ugarteche se inició el 28 de julio de 1956 y culminó el 18 de julio de 1962, día en que fue derrocado por el general Ricardo Pérez Godoy, cuando faltaban solo 10 días para culminar su mandato.

## Elecciones de 1956

### Forjamiento de la candidatura pradista
Manuel Prado y Ugarteche había ya sido presidente de la República entre 1939 y 1945. Terminado ese mandato, se había instalado en París, Francia, donde poseía una residencia en la elegante avenida Foch.
A partir de 1955 surgió en el Perú un movimiento pro candidatura de Manuel Prado para las elecciones generales de 1956. Gobernaba entonces el presidente Manuel Odría, cuyo régimen estaba marcado de medidas de represión y mano dura, que colocaron al Partido Aprista fuera de la ley y a su líder Víctor Raúl Haya de la Torre como asilado en la Embajada de Colombia, antes de mandarlo al destierro. Este movimiento pradista fue liderado por Manuel Cisneros Sánchez, quien había sido ministro de Justicia de Prado en los últimos meses de su primer gobierno. Otros miembros prominentes del pradismo eran Carlos Moreyra y Enrique Torres Belón. El pradismo, que se concretó en el Movimiento Demócratico Pradista (MDP), recibió apoyo popular y así realizó su primera salida a las calles el 28 de agosto de 1955 desde el puerto de Huacho. 
Pero Prado Ugarteche cayó enfermo y fue entonces cuando su candidatura y el pradismo corrieron el riesgo de diluirse. Debido a ello, el presidente Odría llamó a Carlos Moreyra, a quien sugirió una solución electoral conjunta con el Partido Restaurador u Odriísta, que él auspiciaba. Odría veía como potencial candidato a David Aguilar Cornejo, quien había sido su ministro de Relaciones Exteriores. Moreyra se limitó a decirle que no había motivo para estar preocupado sobre el giro electoral puesto que era normal que, al finalizar los gobiernos, estos llegasen desgastados.
Se dio entonces una solicitud oficial del Partido Restaurador para una entrevista informal con representantes calificados del Movimiento Democrático Pradista. El Comité Central designó a Manuel Cisneros, Carlos Moreyra, Enrique Torres Belón y Carlos Ledgard Jiménez, quienes se reunieron en el salón del directorio del Banco Gibson con Julio de la Piedra, Alberto Quesada y David Aguilar Cornejo. Se planteó una unión electoral entre el Partido Restaurador y el pradismo, la cual fue rechazada debido a que este quería mantener incólume la candidatura de Manuel Prado. La postura pradista fue rechazada por los restauradores también y así se originó un antagonismo entre ambos movimientos.
Con apoyo del diario El Comercio, se propuso que la definición electoral se realizaría a través de una Convención de Partidos, tal como había ocurrido en 1915. Odría buscaba así integrar a sus antiguos aliados para que propusieran una candidatura de unidad nacional. La invitación fue suscrita por Luis Miró Quesada, Augusto N. Wiese y Juan Vicente Nicolini. La reunión se dio en la sala capitular del Convento de Santo Domingo, fue presidida por Luis Miró Quesada y congregó a representantes del Partido Restaurador, de una ficticia resurrección del Partido Demócrata representado por Juan Vicente Nicolini, de un grupo recién formado en Lima representado por el abogado Luis Felipe Villarán, de la Coalición Nacional encabezara por Pedro Rosselló, del Partido Nacionalista, un residuo disidente de la Unión Revolucionaria comandado por Elías Losada y Benavente y del Movimiento Democrático Pradista representados en Carlos Moreyra y Luis Gallo. En tal reunión se dio un debate entre De la Piedra y Rosselló, quién estaba opuesto a la convocatoria de cualquier convención política con fines de designación presidencial, puesto que la calificaba como antidemocrática. 
El doctor Miró Quesada terminó proponiendo la nominación de una comisión para tratar tal convención política. Sus integrantes fueron él mismo, los señores Wiese, Losada Benavente, Nicolini, Villarán y Carlos Moreyra. La reunión de la comisión se dio en la residencia de Moreyra sin la asistencia del representante de la Unión Revolucionaria, quien se abstuvo de ir. Allí Moreyra expuso que, en vista de la mejoría de Prado, el partido no aprobaría nada que no sea su postulación, con lo cual el intento de convención política fracasó. A pesar de la insistencia del doctor Miró Quesada frente a la posibilidad de que Prado sea incluido en la convención, Moreyra insistió en que la convención era tema concluido para su partido y así la postulación de Prado continuó.

### La lucha electoral
Prado inició su campaña, contando a su favor con su propia maquinaria política financiera, o más propiamente, de su familia, así como el buen recuerdo que podría haber dejado su primera gestión presidencial. Su eslogan de campaña era «Tú lo conoces: vota por él».
El presidente Odría insistió en una candidatura de unidad nacional y apoyó en un inicio a Hernando de Lavalle, abogado de mucho prestigio. El movimiento que se constituyó en torno a esta candidatura se denominaba precisamente «Unidad Nacional y Convivencia Democrática». Lavalle también logró el apoyo del naciente  Partido Demócrata Cristiano, así como de la Coalición Nacional, agrupación surgida en Arequipa, donde había tenido una importante participación en la revolución de 1955.
Como tercero en contienda surgió la candidatura del arquitecto Fernando Belaúnde Terry, que ganó popularidad luego de enfrentarse al régimen odriísta cuando se intentó evitar su inscripción en el Jurado Nacional de Elecciones. Su partido se denominaba Frente Nacional de Juventudes Democráticas (que poco después se transformaría en Acción Popular).
Sin embargo, el electorado más importante era el del Partido Aprista, que estaba impedido de participar como tal de acuerdo con el artículo 53 de la Constitución Política de 1933 (por ser supuestamente un “partido de carácter internacional”, como el comunista). Por ser un partido que movía masas, los votos apristas serían decisivos (se calculaba que representaban un tercio del electorado). Desde Europa, Haya de la Torre envió plenos poderes a Ramiro Prialé (Secretario General del PAP) para que negociara los votos apristas a cambio del regreso a la legalidad del APRA. La primera opción de los apristas fue Lavalle, en su calidad de candidato de unificación nacional. Pero Lavalle, presionado por los grupos de poder antiapristas, se limitó a ofrecer un estatuto de partidos que otorgaría la legalidad al APRA en fecha no determinada, lo que para los apristas no era suficiente. Una candidatura más afín al aprismo parecía ser la de Belaúnde, pero la agresividad de este ante el gobierno de turno hizo temer al APRA de que un resultado electoral a su favor pudiera ser anulado por los militares, como ocurrió en 1936 con Eguiguren. Fue Prado quien tuvo la habilidad de ganarse el apoyo de los apristas, a quienes prometió levantarles la proscripción el primer día que asumiera el poder, derogando la famosa Ley de Seguridad Interior. Fue así como el APRA, casi a último momento, se orientó hacia la candidatura de Prado, pese a que este había sido su perseguidor, en su primer gobierno de 1939-1945.
Odría, por su parte, buscaba también un candidato idóneo que le diera la garantía necesaria para su retiro (no quería que el gobierno reemplazante le pidiera cuentas por sus actos de gobierno). Descartado Lavalle, se orientó hacia Prado, cuya victoria electoral se vislumbraba más probable. Fue en ese momento cuando se realizó el llamado «Pacto de Monterrico» (residencia de Odría), entre Prado y Odría, en el que este último se comprometió a apoyar la fórmula APRA-MDP, a cambio de la promesa de que el nuevo régimen no le abriera ninguna investigación. Aunque el APRA siempre ha negado que dicho pacto existiera, lo cierto es que una vez en el poder, Prado aplicó escrupulosamente la política de “borrón y cuenta nueva” y nunca se acusó a Odría ni por las denuncias de corrupción ni por el atropello a los derechos humanos.

### Resultado electoral
El 17 de junio de 1956 se realizó el acto electoral. Dicho evento contó con la novedad de la participación de las mujeres, tanto para elegir como para ser elegidas, de acuerdo a la Ley N.º 12391 de 1955 establecida por el gobierno de Odría. Aunque solo podían votar las mujeres mayores de edad que supiesen leer y escribir. Ello fue significativo, dado que para las elecciones generales de 1956 se contaba con un total de 1’575,738 electores, de los cuales prácticamente la tercera parte eran mujeres que participaban por primera vez. Es también notable que ocho mujeres llegaran al parlamento. 
El resultado de los comicios para elegir al próximo presidente fue el siguiente: Hernando de Lavalle, que contaba con el apoyo de elementos de la  derecha tradicional, obtuvo el tercer lugar con 17.8 %; Fernando Belaúnde Terry, del Frente Nacional de Juventudes Democráticas, obtuvo el segundo lugar con 36.7%, mientras que Manuel Prado y Ugarteche, del Movimiento Democrático Pradista, obtuvo 45.5 %. Los votos nulos y blancos fueron el 5.73 % de los votos emitidos. Cabe resaltar una vez más que la victoria de Prado se debió fundamentalmente al apoyo aprista, partido que contaba con amplias bases populares necesarias para ganar la elección.

## Toma de mando
El sábado 28 de julio de 1956 se realizó la ceremonia de transmisión de poderes en la catedral de Lima y luego en el Palacio Legislativo. Prado juramentó como Presidente de la República ante José Gálvez Barrenechea, presidente del Senado, luego de ello, dio un mensaje a la nación con las normas de su gobierno. A continuación prestaron juramento los vicepresidentes Luis Gallo Porras y Carlos Moreyra y Paz Soldán. Estuvieron presentes representantes de otros países, entre ellos el presidente del consejo de estado español José Ibáñez Martín y el secretario de gobierno estadounidense John Foster Dulles.
Ese mismo día se reunió una gran cantidad de ciudadanos en la Plaza de Armas de Lima quienes fueron testigos de la firma de la ley N.º 12654, que causó gran ovación hacia el presidente, pues por la misma se disponía la libertad inmediata a todos los ciudadanos arbitrariamente detenidos por el régimen odriísta, y la suspensión de todos los juicios por causas político-sociales, así como la derogación de las leyes que excluían al Partido aprista de participar en política.
Juramentó como Presidente del Consejo de Ministros del Perú y Ministro de Relaciones Exteriores el señor Manuel Cisneros Sánchez.
El 29 de julio se dio la tradicional Parada Militar en el que participaron fuerzas de todas las Armas del ejército Peruano y unidades de la policía. Por la tarde el presidente asistió a las carreras celebradas en el Hipódromo de San Felipe. En la noche se ofreció un banquete en el Palacio de Gobierno.

## Retos del gobierno
Este gobierno se desarrolló en un clima de agitación motivada por las siguientes tres razones principales:
- Por la crisis económica que se presentaba con caracteres cada vez más alarmantes.
- Por la agitación que surgió en el campo a favor de la realización de la reforma agraria.
- Por la enérgica campaña de alcance nacional a favor de la recuperación de los yacimientos petrolíferos de La Brea y Pariñas que ilegalmente seguía explotando la compañía norteamericana International Petroleum Company.

La crisis económica fue una latente hasta 1959 debido a un déficit heredado por los grandes gastos del gobierno de Odría, el complicado contexto internacional para Perú y la expansión inocua del crédito bancario. Con Beltrán y su ajuste macroeconómico, la situación económica lograría estabilizarse y quedar en mejor término, aunque con costos sociales. La cuestión de reforma agraria continuaría siendo un asunto pendiente sin resolver. Lo que Prado hizo fue crear un Instituto de Reforma Agraria y Colonización (IRAC) que investigó, acumuló información sobre el campo y complementó programas de irrigación. En tanto, el problema con la IPC tampoco sería solucionado y demostraría más bien ser otro asunto muy delicado cuando Belaúnde consiguiera llegar por primera vez al poder en 1963. 
«La poca profundidad de los cambios políticos frente a las importantes transformaciones sociales operadas en el país, se reflejaron contradictoriamente, con diferente estilo, elegancia y claridad en las imágenes de las obras de dos de los más grandes escritores peruanos del siglo veinte: José María Arguedas y Mario Vargas Llosa».

## Aspecto político

### La Convivencia
Como ya queda dicho, Prado cumplió la promesa que fue hecha a los apristas, ni bien inauguró su gobierno, al derogar la Ley de Seguridad Interior, y levantar la proscripción que pesaba sobre el APRA, comprendiendo en la amnistía subsiguiente a todos los presos políticos y a los que se hallaban exiliados. Por consiguiente el APRA recuperó sus derechos y retornaron sus líderes del exilio. Se inició así un periodo en donde se dieron las condiciones para una democratización del país y apertura a la libre expresión, dejadas de lado durante la dictadura odriísta. 

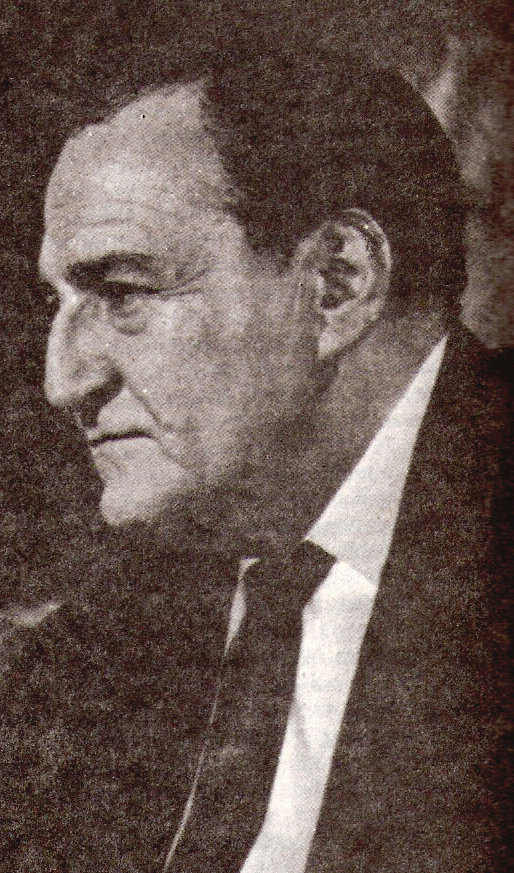
Víctor Raúl Haya de la Torre.

Por ello, el segundo gobierno de Manuel Prado fue llamado el «período de la convivencia», ya que se produjo un entendimiento entre el pradismo y el aprismo, pese a que, en su primer gobierno, Prado había mantenido fuera de la ley al APRA. Según el líder aprista Haya de la Torre, no se trató de un cogobierno, sino de un entendimiento para resguardar el orden constitucional.  
En la relación entre el pradismo y el aprismo hubo una recíproca voluntad para satisfacer demandas respectivas, pero, cuando no fue posible, tampoco se llegó a la fricción.
Haya de la Torre, por razones desconocidas, demoró su retorno al Perú y permaneció en Roma, hasta que el 27 de julio de 1957, se reencontró con sus seguidores en la Plaza San Martín de Lima, dando un discurso de tono conciliador. Ahora bien, dentro de su mismo partido no todos quedaron contentos de que replanteara su táctica política pactando con sus antiguos perseguidores, solo con el fin de lograr salir de una vez de la clandestinidad luego de 8 años y acabar con un largo historial de perseguimiento, que había empezado en 1933. Ello, efectivamente, tendría costos para su partido. Muchos militantes apristas se resistieron a abandonar los principios de lucha antioligárquica y antiimperialista con los que se fundó y, por tanto, se negaban a cooperar con Manuel Prado, visto como un personaje ligado a la clase alta y, particularmente, con intereses banqueros. Se produjeron entonces renuncias y expulsiones del APRA de este sector disidente. Una facción dirigida por Luis de la Puente Uceda se distanció y fundó el “APRA Rebelde”; en 1962 tomó el nombre de Movimiento de Izquierda Revolucionaria (MIR) y fomentó guerrillas al estilo cubano. Asimismo, el APRA perdió apoyo electoral que fue a parar a Acción Popular y Democracia Cristiana en las siguientes elecciones. Por su parte, Prado, además del respaldo electoral aprista que le permitieron ganar las elecciones, necesitó de las amplias bases organizativas del APRA como bisagra con el sector popular, lo que le daba mayor posibilidad de controlar y disuadir violentas reivindicaciones. 
La colaboración activa del APRA (Alianza Popular Revolucionaria Americana) en el régimen pradista permitió tener un parlamento con poca oposición puesto que se obtuvo la siguiente constitución partidaria: el Senado contó con 30 curules del Movimiento Democrático Peruano (MDP) y 12 del Frente Independiente filo-aprista. Mientras que, en la cámara de diputados, 70 eran del MDP y 41 del Frente Independiente. Había pues una franca mayoría para el gobierno.
Por otra parte, conforme a su pacto con los apristas, el gobierno le devolvió al Partido Aprista Peruano las propiedades de muchos de sus locales partidarios en el país, así como el diario La Tribuna, incautado al final del gobierno de Bustamante. En la edición del 10 de noviembre de 1957 de dicho diario, al tratar sobre las reclamaciones de los trabajadores de Cartavio, se lee lo siguiente: «En un ambiente de comprensión […] los trabajadores en aras de la convivencia democrática que goza la república y para evitar complicaciones al ejecutivo aceptan la solución que pudiera venir del Ministerio de Trabajo». Además, se incluyó una indemnización de un millón de soles en el proyecto de presupuesto para 1957 por el deterioro de dichos inmuebles. Se calcula también que desde el 28 de julio de 1956 a 1959 más de 30.000 apristas entraron a la administración pública y tenían partidas en el presupuesto. El logro más significativo para los apristas, sin embargo, fue el levantamiento del veto que les impedía competir en elecciones.

### Postura de la prensa respecto al gobierno
El Comercio se presentó como uno de los principales opositores del gobierno de Prado. Desde su triunfo emprendió una pertinaz y violenta campaña en contra del gobierno por el trato que había hecho con el APRA. Recordemos que había un antigua animadversión de los propietarios de dicho diario con el APRA, desde que uno de sus directores, Antonio Miró Quesada de la Guerra, fuera asesinado en 1935 a manos de un militante aprista.
Por otro lado, La Prensa, que había reconocido el nuevo régimen democrático ni bien Prado fue elegido presidente, tuvo una actitud cordial ante su gobierno. Se declaró políticamente independiente pero exigente en torno a que las finanzas del Estado sean conducidas con absoluta austeridad fiscal. Por ello, a medida que se recurría al Banco de Reserva para pagar adelantos en los contratos prestados, La Prensa comenzó a colocarse con un tono más de oposición.

### Gabinetes

#### Gabinete Cisneros Sánchez
El primer gabinete ministerial estaba distribuido de la siguiente forma: Manuel Cisneros Sánchez como presidente del Consejo de Ministros y ministro de Relaciones Exteriores; Jorge Fernández Stoll como ministro de Gobierno y Policía; Augusto Thorndike Galup como ministro de Justicia y Culto; Alejandro Cuadra Ravines como ministro de Guerra; Juan Pardo Heeren como ministro de Hacienda y Comercio; Carlos Alzamora Elster como ministro de Fomento y Obras Públicas; Emilio Barón como ministro de Marina; Jorge Basadre Grohmann como ministro de Educación Pública; Jorge Haaker Fort como ministro de Salud Pública; Manuel P. García como ministro de Aviación; Ignacio Masía como ministro de Agricultura y Ricardo Elías Aparicio como ministro de Trabajo y Asuntos Indígenas.
A diferencia del gobierno de Bustamante y Rivero, Prado contaba con mayoría en ambas cámaras del parlamento. En sus mejores momentos, la oposición alcanzó en la Cámara de Diputados, reuniendo a democristianos, acciopopulistas, odriístas, comunistas y otros, una treintena de votos, contra los cuales había, invariablemente, entre sesenta y ochenta votos del gobierno. El segundo gobierno de Manuel Prado significó el retorno a la democracia e implicó un intento de permitir una pluralidad de opciones políticas.
A partir de su segundo año de gobierno, Prado comprendió la necesidad de dar a su gobierno un sentido mayormente nacional. Al terminar el año 1957, era público que las reservas de moneda extranjera del Perú en el exterior estaban casi agotadas; por ello, a principios de 1958, Pardo Heeren renunció al Ministerio de Hacienda. El Presidente aprovechó la ocasión para proceder a una recomposición del gabinete. Cisneros, presidente del gabinete, pasó de Relaciones Exteriores a Justicia. El titular de Justicia, Augusto Thorndike Galup, pasó a Hacienda. Con ello, el nuevo ministro de hacienda suspendió, la paridad del sol peruano respecto al dólar que había regido desde 1953 al cambio de diecinueve soles que para 1959 se estabilizó en veintiséis y fracción. El Perú por tanto, había perdido la totalidad de sus reservas y tuvo que acudir al crédito de estabilización otorgado por el Fondo Monetario Internacional.
En la cancillería entró el ilustre Víctor Andrés Belaúnde, tío de Fernando Belaúnde Terry, como ministro de Relaciones Exteriores. Su participación fue fugaz debido a que tuvo que integrarse a sus actividades en las Naciones Unidas, donde fue elegido Presidente. En su reemplazo lo sucedió el doctor Raúl Porras Barrenechea.
Mientras tanto, el 22 de febrero de 1958, poco antes de la última recomposición de gabinete, Manuel Cisneros leyó su discurso en la Tercera Asamblea Anual del MDP, donde hizo un minucioso recuento de las obras públicas de régimen, pero también fue de franco rechazo y hasta agresivo contra los partidos opositores y la labor periodística de El Comercio y La Prensa (donde el primero era enemigo furibundo del APRA desde los años 30 y el segundo, era un abanderado del liberalismo económico). Esto será motivo de su renuncia más tarde en junio del mismo año.  
Manuel Cisneros, quien desempeñó su función por dos años, fue el factor decisivo en el triunfo electoral de Prado. Afrontó problemas propios de la incomprensión de regímenes democráticos al restablecer libertades públicas que habían sido prohibidas por varios años. Consolidó fuerzas parlamentarias que facilitaron el desenvolvimiento del régimen, sin embargo esto no solucionó problemas como el desequilibro fiscal que llevaron al desgaste del gobierno y a su eventual cambio ministerial.

#### Gabinete Gallo Porras

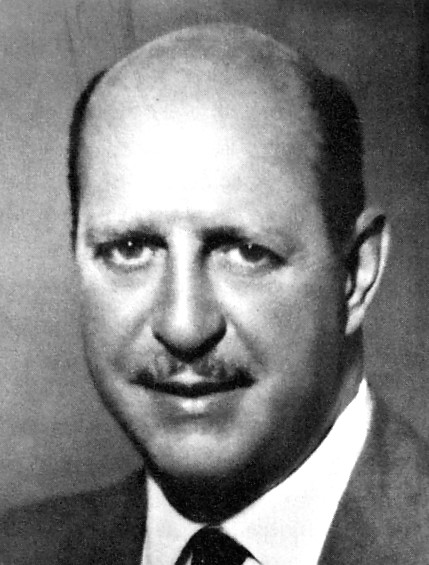
Luis Gallo Porras.

El 10 de junio de 1958, juró un nuevo gabinete a cargo del Primer Vicepresidente, Luis Gallo Porras quien también ocupó el cargo de ministro de Hacienda. De acuerdo con la ley propuso a los nuevos ministros, muchos de los cuales fueron los mismos del Gabinete anterior. Este gabinete se distribuyó de la siguiente forma: Raúl Porras Barrenechea como ministro de Relaciones Exteriores (quien por razones de salud juró en su domicilio); Carlos Carrillo Smith como ministro de Gobierno y Policía; Ulises Montoya Manfredi como ministro de Justicia y Culto; Alejandro Cuadra como ministro de Guerra; Eduardo Dibós Dammert como ministro de Fomento y Obras Públicas; Guillermo Tirado Lamb como ministro de Marina; Francisco Sánchez Moreno como ministro de Salud Pública; Jorge Basadre como ministro de Educación Pública; Manuel P. García como ministro de Aeronáutica y Antonio Pinilla Sánchez-Concha como ministro de Trabajo.
El cambio ministerial disminuyó la tensión política pues Gallo Porras contaba con prestigio personal por su probidad y por haber sido alcalde de Lima. Sin embargo, cometió un grave error al asumir el Ministerio de Hacienda porque carecía de preparación y dotes para ese cargo en momentos en que la hacienda pública era deficitaria. Durante su mandato, existieron varios cambios ministeriales como la renuncia a la cartera de Educación Pública de Jorge Basadre el 6 de octubre de 1958, que reemplazado por el doctor Emilio Romero Padilla, embajador del Perú en la Paz. Lo mismo ocurrió con el ministro de Guerra, el de Marina, de Trabajo y Agricultura.
Pero en julio de 1959, hizo declaraciones públicas en las que anunció que el desarrollo del presupuesto vigente, dejaría un déficit no menor de un mil millones de soles y fue a raíz de ella que el señor Gallo pidió al Presidente de la República que lo relevara del cargo.
Esta circunstancia agravaba la crisis fiscal, obligaba al Estado a mayores préstamos en el Banco de Reserva, el dólar subió a treinta soles y ponía en manifiesto una situación que comprometía seriamente la estabilidad del gobierno. A pesar de que el presidente en su campaña electoral había ofrecido mantener el valor de la moneda, por causas superiores a sus deseos, no se había cumplido.

#### Gabinete Beltrán

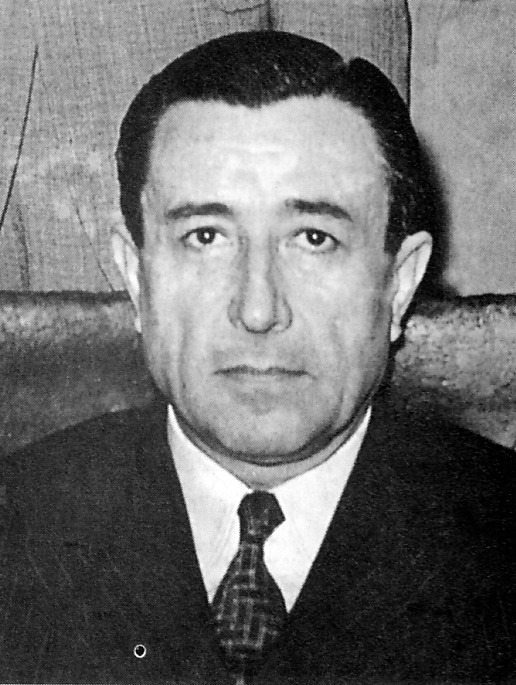
Pedro Beltrán, de opositor al régimen pasó a ser ministro de Hacienda y Presidente del Consejo de Ministros.

Entonces se dio un nuevo cambio de gabinete, con la presidencia a cargo de Pedro Beltrán Espantoso, este aceptó el cargo luego de un largo diálogo con Prado en donde este le ofrece el cargo, a pesar de la persistente crítica que este le hacía a sus actos económicos desde La Prensa, diario que él dirigía. Sin embargo, Prado mostró una vez más sus dotes de gran político pues jalaba a su gobierno a quien hasta entonces había sido su más furibundo crítico. En relación con su gabinete, acordaron que Raúl Porras Barrenechea continuase en Relaciones Exteriores, pues aparte de su capacidad para el cargo, era el enlace indispensable con el APRA. 
El 20 de julio de 1959, Beltrán juró desempeñar la presidencia del Consejo de Ministros y el Ministerio de Hacienda y Comercio. De inmediato, tanto en mensaje televisado como en su exposición ante el Congreso, el flamante primer ministro explicó claramente sus objetivos. Frente a la crisis hacendaria y económica, el gobierno pondría en orden las finanzas y estabilizaría la moneda, adoptando, para el bien común, las medidas que fueran necesarias, por más drásticas que parecieran.
La medida más dura y necesaria fue el alza de los combustibles, en especial el del petróleo lo que  naturalmente levantó mucho descontento. El diario El Comercio tuvo una violenta reacción que consistió en una campaña contra las medidas dictadas y se dio amplia publicidad a la formación, en esos días, de un llamado Comité de Defensa del Precio del Petróleo, en el cual figuraron connotados políticos de tendencia comunistas o filo-comunistas que invocaron al obrerismo del país a un paro general que fracasó. 
Jorge Súccar había sido asignado como ministro de Educación Pública pero no llegó a juramentar en su cargo. La oposición al régimen democrático lo impidió debido a que cuestionaron su nacionalidad peruana. Este desistió de su nombramiento y en su reemplazo, tres días después de la juramentación del Gabinete, juramentó José Rubio Rolando, quien ejerció el cargo hasta mayo de 1960 cuando renuncia. El diputado por Huamanga, Alfredo Parra Carreño, asume el cargo, sin embargo, luego en enero de 1961 lo reemplazará el doctor Alfonso Villanueva Pinillos, excatedrático de la UNMSM y ex director general de Enseñanza durante el primer gobierno de Prado.
En mayo de 1960 ocurrió un incidente entre la policía y un grupo de alumnos universitarios. Los diarios de la oposición, entre ellos El Comercio, magnificaron el problema y en un meeting en la plaza San Martín los estudiantes protestaron y exigieron la renuncia del ministro de Gobierno, Carlos Carrillo Smith. Este dimitió y lo sucedió Ricardo Elías Aparicio. 
El 6 de junio de 1960 renunciaron Alfonso Rizo Patrón y Guillermo Garrido Lecca Frías, ministros de Fomento y Obras Públicas y de Salud Pública respectivamente. En su reemplazo entraron Jorge Grieve Madge, entonces decano de la Facultad de Ingeniería Mecánica y Electricidad de la UNI, y Rodrigo Franco Guerra, entonces senador por Lima y catedrático de la Facultad de Medicina.
En septiembre de 1960, Raúl Porras Barrenechea, ministro de Relaciones Exteriores, volvió de una reunión de consulta entre cancilleres americanos en Costa Rica donde se acordó –con el voto en contra de Perú– el rompimiento de relaciones con el gobierno cubano. Porras Barrenechea renunció a su cargo luego de recibir un telegrama de disconformidad por parte de compañeros de su gabinete y su lugar fue ocupado por Luis Alvarado Garrido, ministro de Trabajo. José Luis Gonzáles Suárez fue designado al despacho de Trabajo y Asuntos Indígenas y, en diciembre de 1960, Víctor Tenorio renunció a su cargo para ser luego reemplazado por Alejandro Cuadra Ravines.

#### Gabinete Moreyra y Paz Soldán
A fines de 1961, Beltrán renunció al ministerio, presumiblemente para postular a la presidencia en las elecciones de 1962 (intención que no se concretó, al tantear que no gozaba de popularidad). Lo reemplazó, como jefe del gabinete, Carlos Moreyra y Paz Soldán, el segundo vicepresidente de la República. Este sería el último gabinete del gobierno de Prado, hasta el golpe de Estado de julio de 1962. En este encontramos a muchos ministros antiguos, así también como al ingeniero Zarak que pasó a ser ministro de Hacienda y Comercio y, aunque haya intentado ser relevado para continuar con su carrera diplomática, a Luis Alvarado Garrido que continuó desempeñándose como ministro de Relaciones Exteriores.
Moreyra y Paz Soldán se centró en velar por la rectitud y limpieza de la celebración de los comicios, que debían asegurar el respeto al veredicto de las mayorías, con lo cual el gobierno culminaría con una etapa de auténtica democracia. Otra de sus tareas principales fue el estudio y aprobación  del presupuesto fiscal para 1962. 
El Gabinete Moreyra continuó con las obras públicas, como la construcción de la Central Hidroeléctrica del Mantaro y mejora la producción de los artículos alimenticios y la vigencia de las disposiciones de obligatoriedad de cultivos para el consumo popular. Finalmente, se dispuso a mantener la intangibilidad de los tratados y defensa de las normas de dignidad humana, amenazada por el comunismo internacional.

### Oposición
Los grupos opositores a la Convivencia fueron Democracia Cristiana y Acción Popular, así como los grandes diarios El Comercio, La Prensa, la revista Caretas y el periódico Libertad (órgano del Movimiento Social Progresista). Adicionalmente, un grupo pro-odriísta era crítico del régimen, especialmente en el sector militar. 
El Comercio fundaba su repulsión al régimen debido a la histórica rivalidad que tenía con el APRA y el conjunto de privilegios que Prado le había proporcionado a dicho partido. Su oposición era previsible y ya tenía antecedentes con gran parte del gobierno de Bustamante y Rivero. Además del hostigamiento periodístico al APRA y los alegatos negativos contra sus líderes, El Comercio denunció la frivolidad del gobierno de Prado. Lo acusaba de tener una actitud cortesana, irresponsable y distante a la sociedad, no teniendo en cuenta muchos alegatos fundamentales de la época, como el aumento del costo de vida durante los tres primeros años o la reforma agraria. Los ataques también eran de tipo personal e iban dirigidos a ministros o aspirantes a serlo, como el caso de Súccar, quien ya había sido seleccionado como ministro de Educación en 1959, pero nunca llegó a juramentar dada la presión que se dio cuestionando su nacionalidad peruana. Asimismo, se pretendió abordar cada manifestación ocurrida contra el gobierno y ensanchar en lo posible sus dimensiones. Los incidentes entre la policía y los manifestantes eran especialmente enfocados. Por ejemplo, en mayo de 1960, se mediatizó un incidente entre grupos de estudiantes y la policía, el cual terminó con la represión brutal de parte de esta. El Comercio y los partidos de oposición, organizaron un mitin en la plaza San Martín pidiendo que el ministro de Gobierno y Policía de ese entonces, Carlos Carrillo Smith, renunciara por ser supuestamente garante del hecho. En efecto, este lo hizo un mes después. 
Caretas operará de forma similar criticando la inconsistencia ideológica de Haya de la Torre, indagando en su vida privada y enfocando la atención hacia las manifestaciones, las cuales eran presentadas usualmente como violentas. Ambas líneas editoriales coincidían en llamar usualmente al gobierno de Prado no como el de Convivencia, sino despectivamente como “Conveniencia”. Lo que variará de Caretas es su mayor apego y espacio dado a los partidos opositores, en particular a Acción Popular. Suele recordarse mucho la portada de Caretas de su edición de julio de 1956, después de la toma de mando de Prado, donde se mostraba una foto del presidente con sus condecoraciones y su sombrero de copa,  y en la parte inferior se leía la leyenda «VOLVIÓ EL CIRCO», que aludía a la temporada circense por Fiestas Patrias, pero que también podía interpretarse como dirigida a Prado y a su gobierno.
La editorial Libertad, por su parte, contribuyó los ataques con especial atención a la persona del presidente Prado. Resaltan tomos dedicados casi exclusivamente a él como el que se sacó el 10 de mayo de 1961 con títulos como «Prado, pobre diablo; una política sin pies ni cabeza» con una imagen alusiva a él, o el de «Continúa turismo presidencial», criticando viajes del presidente en supuesta búsqueda de condecoraciones internacionales, mientras se despreocupaba de la situación política interna. 
La Prensa con Pedro Beltrán a la cabeza pasó a ser reconocido el más tenaz crítico una vez que observó un manejo de la economía contrario a sus postulados. Como nunca, sus ataques contra un gobierno concertaron con los del grupo El Comercio, aunque con matices y propuestas diferentes. Casi no le brindó tregua a Prado durante sus tres primeros años de gobierno. Solo con el tema de la IPC estuvo apaciguado. Sus críticas estaban centradas en el excesivo gasto fiscal, en la subida de las cargas tributarias para saldar tal gasto, el afán inflacionario por parte de los ministros de Hacienda y lo que denominaba “la maquinita” del BCR que devaluaba constantemente el valor de la moneda nacional. Beltrán tildaba a Prado de despilfarrador, atado de manos y pies con el aprismo. Asimismo, no se guardó los apelativos contra este último y lo ubicó como retardante de la historia del país. En cada crítica de gran repercusión, Beltrán era factor influyente, tanto como para presionar la caída de un primer ministro. El 22 de febrero de 1958 Manuel Cisneros, jefe del Gabinete, en un acto de defensa contra el ambiente periodístico hostil, leyó un discurso ante la Tercera Asamblea Anual del Movimiento Democrático Pradista, en el cual enaltecía las obras públicas realizadas hasta ese momento y rechazaba enérgicamente la labor de El Comercio y La Prensa señalándolos como obstruccionistas del país, abusivos de la libertad de prensa que les daba el gobierno. Beltrán saltó de inmediato a contragolpear y enfocar su crítica durante meses a Cisneros de cuanto aspecto podía; El Comercio y Caretas hicieron lo propio por su parte; pero Beltrán se guardaba menos formalismos en sus críticas cuando deseaba. A mediados de julio, Cisneros, quien después de Prado era la figura más sobresaliente del pradismo, se vio obligado a presentar su renuncia a la presidencia del gabinete y al Ministerio de Justicia dado el constante acoso y persecución de la prensa hacia su persona. Para ese mismo mes, seguidores militares de Odría conspiraron para realizar un intento golpista, pero no llegaron a recibir el apoyo mayoritario de las Fuerzas Armadas.
Manuel Prado tomó una decisión efectiva: convocó a Pedro Beltrán para que fuera primer ministro y a la vez ministro de Hacienda, lo cual sería darle los dos cargos más influyentes a un duro opositor. Ello ponía en una disyuntiva a Beltrán: si rechazaba el cargo, perdería la oportunidad de aplicar las recetas económicas que su diario tanto defendía y si aceptaba se arriesgaba a fallar en el intento y perder credibilidad ante la gente. Finalmente, Beltrán aceptó y juramentó el 20 de julio de 1959. 
Consecuentemente, tuvo que pasar de crítico a defensor del gobierno. Su gestión logra estabilizar la economía y darle un respiro al gobierno de Prado al quitarle a tan férreo opositor. Sin embargo, la política de ajuste traía consigo el incremento de precios, en particular aumentó mucho el de la gasolina, y se generó un descontento que será canalizado por los partidos políticos de oposición.  

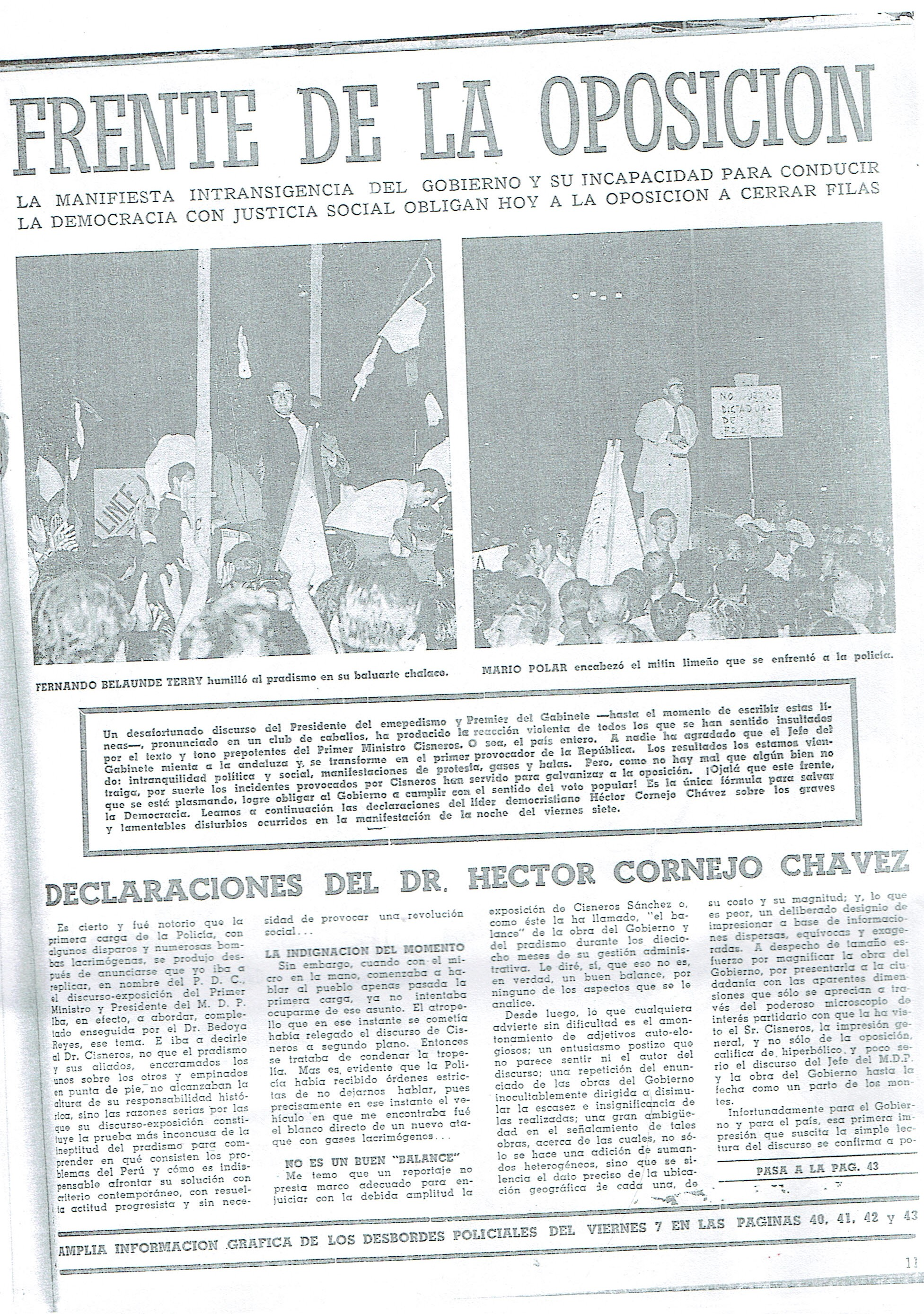
Columna sobre mitin de Fernando Belaúnde Terry (1958).

Precisamente, pese a su evidente minoría en el Parlamento, Democracia Cristiana y Acción Popular comenzaron a tener más arraigo por identificarse como los principales partidos políticos reformistas y opositores a la Convivencia, en la que muchos consideraban que el APRA había traicionado sus principios. Se produjeron algunas interpelaciones desde 1957, forzadas también por la prensa. Destacados parlamentarios como Héctor Cornejo Chávez en la Cámara de Diputados y Mario Polar Ugarteche en el Senado eran capaces de avivar el debate. Entre ellas se encuentra el pliego de interpelaciones al ministro de Agricultura Ignacio Masías debido a la recepción de la Empresa Frigorífico Nacional cuando había concluido su contrato de concesión y por problemas de esta por subsistencias. La oposición criticaba que el ministro fuera accionista de la empresa y por ello buscaba beneficiarla adrede. Otro caso fue la interpelación a Francisco Sánchez Moreno, ministro de Salud Pública y Asistencia Social. Las interpelaciones, como eran de esperarse, no pasaban a mayor plano, dado el aplastante voto parlamentario que sustentaba la Convivencia. 
La figura particular de la oposición que ganó mucho protagonismo fue Fernando Belaúnde Terry, quien participaba liderando numerosos mítines y marchas organizadas contra el gobierno. Además, durante el periodo de la Convivencia, Belaúnde se encargó de fortalecer su partido y buscó establecer bases nacionales. Hizo un recorrido pueblo por pueblo por todo el país, con lo que también ganó respaldo en zonas rurales donde los políticos no solían llegar. Progresivamente fue formando propios cuadros militantes confiables aunque no tan organizados como el APRA, pero que le servirían de base para canalizar el descontento social y ofrecer las reformas que tanto se necesitaban.

### Nuevas fuerzas partidarias
En el periodo 1956-1962 llama la atención el surgimiento de nuevos partidos políticos que progresivamente irían ganando mayor influencia y adhesión en el terreno político del país.

#### Frente Nacional de Juventudes Democráticas / Acción Popular
Tras el considerable resultado de la elección, Belaúnde decide transformar el Frente de Juventudes Democráticas en el partido Acción Popular (AP) el 7 de julio de 1956. El Comité Nacional estaba conformado por el mismo Belaúnde, y por Celso Pastor de la Torre, Mario Samamé Boggio, Sandro Mariátegui Chiappe, Mario Villarán Rivera y Julio Mayta Ramírez. Este partido se definía como democrático, nacionalista y revolucionario. Tuvo cabida inicialmente en sectores medios, federaciones de estudiantes y algunos sindicatos. Basó sus directrices en puntos clave como reforma agraria, estímulo al cooperativismo y ampliación del crédito hacia los campesinos, desarrollo de las regiones, incremento de inversión pública focalizada en infraestructura, educación y seguridad pública, fomento de industrias ligeras y apoyo al capital privado nacional. En el periodo 1956-1962 contó con cuatro representantes en el Senado y nueve en la Cámara de Diputados. 

#### Democracia Cristiana
Grupos de estudiantes, intelectuales y profesionales de Arequipa y Lima que habían participado en movilizaciones durante la dictadura odriísta lograron congregarse y establecer lazos que se terminaron concretando en la creación del partido Democracia Cristiana el 16 de enero de 1956. Mario Polar Ugarteche fue el primer presidente del partido y Luis Bedoya Reyes su primer secretario general, pero también destacaba la figura como dirigente de Héctor Cornejo Chávez. La doctrina del partido estaba basada en los valores de la moral cristiana; fueron duros opositores de las líneas de pensamiento marxista y albergaban en su seno a dos vertientes. Una estaba más abierta a promover la inversión extranjera, a la creación de empresas mixtas y la reorientación de la economía para la producción. La otra vertiente enfatizaba más la redistribución social, el establecimiento de comités de empresa con participación obrera y el apoyo a una reforma agraria integral. Para el periodo de 1956-1962 contaba con cinco representantes en el Senado y 15 en la Cámara de Diputados.

## Aspecto económico y financiero
Antes de profundizar en los siguientes puntos las acciones del gobierno de Prado con respecto a la economía es necesario explicar parte del contexto. Debido a las deudas a corto plazo para construcciones de los Hospitales del Empleado y Militar, la compra de buques petroleros, aumento de sueldos y el Plan Vial del gobierno de Odría, se presentó un déficit de 560 millones. 
Por otro lado, en un contexto internacional la política de Estados Unidos perjudicaba la economía peruana debido a las restricciones arancelarias y baja de precios a los minerales. Además, afectó en la industria del plomo y el zinc cuyas tarifas iba a elevar Estados Unidos. 
En los siguientes puntos se procederá a explicar la política económica del segundo gobierno de Prado y su principal actor el ministro de Hacienda el señor Beltrán.

### Comisión para la Reforma Agraria y la vivienda y problemas de vivienda
Uno de los primeros actos del gobierno de Prado fue la creación de la Comisión para la Reforma Agraria y la Vivienda, el 10 de agosto de 1956. El objetivo de esta comisión fue «presentar un proyecto para solucionar los problemas de la reforma agraria y de la vivienda y proponer las medidas convenientes para elevar los niveles de vida de la población». Esta comisión fue multipartidaria así como también se tuvo la participación de personas independientes. Asesores técnicos enviados por el gobierno de Estados Unidos colaboraron en el proyecto mencionado, y con este tipo de acciones se reflejaba la injerencia que tenía esa potencia sobre los países latinoamericanos con respecto a su política en plena Guerra Fría.

### Crisis en la Economía Fiscal
Como ya lo mencionamos al principio, Prado tuvo que afrontar una difícil situación económica ya sea por el déficit presupuestario que dejaba el gobierno de Odría y por la nueva política de recesión o declinación que había tomado Estados Unidos para los negocios con Perú. Esto último originó que los precios de los productos de exportación del Perú bajaran, y por lo tanto, los dólares o divisas empezaron a escasear. El diario La Prensa fue el principal crítico del gobierno de Prado y el que puso en evidencia la situación caótica de la economía peruana. El ministro de Hacienda, Juan Pardo Heeren, trato de superar la crisis con un aumento de los derechos aduaneros a las importaciones y elevación de los encajes bancarios para disminuir la presión del aumento de circulante. Pardo presentó renuncia a sus funcionarios, como el nuevo ministro de Hacienda estaba Augusto Thorndike, este como primera medida en vez de proceder a la devaluación en frío y a tiempo, fue manteniendo artificialmente la cotización del dólar en 19 soles, entre 1956 y 1958, hasta que se agotaron las reservas del Banco Central. El Perú tuvo que acudir al crédito de estabilización otorgado por el Fondo Internacional de Desarrollo del Banco de Exportación.

### Ministro de Hacienda: Beltrán
La misión de Beltrán era poner en orden las finanzas, equilibrar el presupuesto y estabilizar la moneda, lo que se logró, no sin antes adoptar medidas antipopulares como el alza de la gasolina, el recorte de los subsidios a los alimentos y el aumento moderado de la carga tributaria.
Entre los años de 1959 a 1961 se produjo una considerable recuperación económica no solo como consecuencia de la política liberal aplicada por Beltrán, sino por la mayor demanda de algunos productos de exportación, tales como los derivados de la pesca, el algodón, el azúcar, el petróleo crudo, el cobre, el plomo y otros minerales. Las exportaciones, que en 1959 llegaba a 314 millones de dólares, pasaron en 1960 a 540 millones. En particular, la industria pesquera tuvo un repunte espectacular.

### Desarrollo industrial
La industria pasó a ser la segunda actividad que soportó la economía nacional. 
Se dio la Ley de Promoción Industrial, para impulsar el desarrollo industrial del país. Amparada en esa ley, que permitía la importación de equipos televisivos exonerados de tributos, se pudo implantar la televisión en el Perú (1958). Poco después surgieron las primeras estaciones televisivas.
Se instaló una planta siderúrgica en el puerto de Chimbote, con la que el país pretendía emular los esfuerzos de industrialización de otras naciones latinoamericanas. Chimbote además era ya el puerto pesquero más importante y su crecimiento explosivo fue uno de los fenómenos sociales más saltantes de esa época.
Se trazó un ambicioso plan de electrificación para el país, tanto para dotar de energía eléctrica a los pueblos, como para fines industriales. Se puso en servicio 57 hidroeléctricas en varios pueblos y se planearon otras obras eléctricas en diversos departamentos. Se inició la construcción de la Central Hidroeléctrica de Machu-Picchu.

#### Bum de la Harina de Pescado
«Durante la época del 50 actividades como la fabricación de harina de pescado y la pesca de anchoveta habían alcanzado su mayor auge tanto que hizo del Perú la primera potencia pesquera del mundo y principal abastecedor del mercado internacional». La harina de pescado dejó de ser considerada como un fertilizante haciendo que su precio se incrementara. Este crecimiento estaba vinculado a las adquisiciones de los gobiernos de flotas pesqueras que estaban equipados con última tecnología y mejor calidad (como el reemplazo de las redes de algodón a redes de nailon). Otro factor importante para el surgimiento de esta industria fue la apertura de la banca comercial peruana para brindar préstamos a nuevas empresas que querían producir harina de pescado.

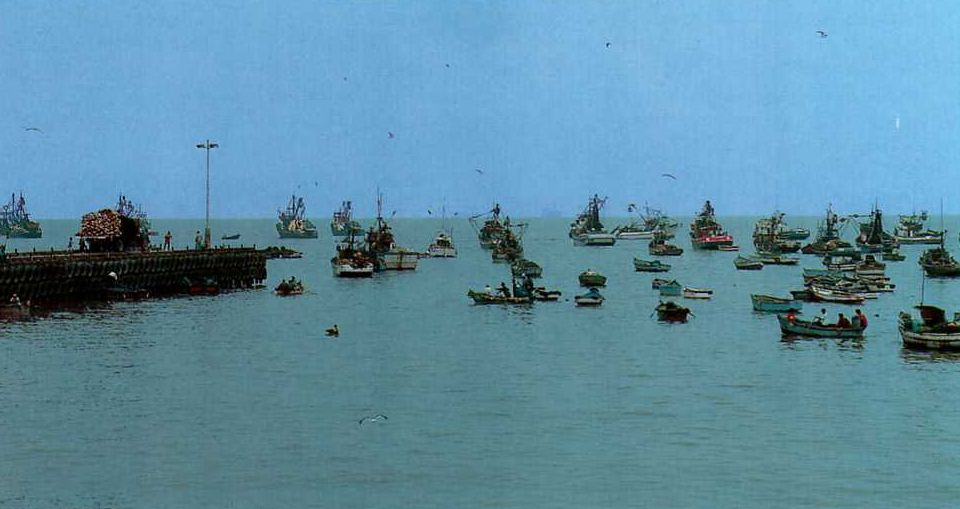
Naves pesqueras en Chimbote.

Sin embargo, con respecto a la política gubernamental de otorgamiento de licencias para que se acentúen las nuevas empresas, fue variando durante los años. El Instituto de Investigaciones de Recursos Marinos catalogó el gobierno de Prado como «El Periodo de absoluta prohibición» ya que en esta época se tenía un temor a que la pesca de la anchoveta generara un desequilibrio en la cadena biológica así que «en diciembre de 1956 se suspendió el otorgamiento de licencias para la construcción de nuevas fábricas y ampliaciones de las ya existentes». En 1959, teniendo en cuenta que la pesca de anchoveta iba en aumento y esta significaba un importante estímulo en la economía de Perú, se derogó esa prohibición y se cambió por requisitos específicos para que se instalasen nuevas fábricas. A inicios de 1962, terminando el gobierno de Prado, se cambiaron los procedimientos para sacar licencias y se simplificaron los trámites.
En 1950, el Perú exportaba veinte mil toneladas de harina de pescado. En 1963, exportaba un millón cien mil toneladas. Este formidable despegue de la industria de la harina de pescado fue en gran parte debido al esfuerzo de un talentoso empresario peruano: Luis Banchero Rossi.

### Explotación minera y petrolífera
Hubo un gran desarrollo de la minería. En los años finales del gobierno se dio un apreciable aumento en la producción de cobre y hierro, debido, sobre todo, a la explotación de los yacimientos de Acarí y Toquepala. 
En cuanto a la producción petrolera, en los primeros años del gobierno esta cubría en un 70% el consumo nacional, destinándose el 30% para la exportación. Este éxito se debió gracias al aumento de concesiones y a la desgravación de las maquinarias importadas para la actividad. Pero esta situación empezó a declinar a partir de 1958, debido a la súper producción de algunas potencias mundiales y a la falta de capacidad de absorción en el mercado interno. Entre 1960 y 1961 se logró una recuperación y fue necesaria la construcción de nuevas refinerías para el tratamiento del petróleo crudo. No obstante, el país se vio obligado a importar derivados de este producto del mercado internacional.

## Aspecto social

### Plan descentralizador

#### Creación del Fondo Nacional de Desarrollo Económico
Para poder financiar el Plan Descentralizador era necesario contar con el presupuesto necesario. El Fondo Nacional de Desarrollo Económico creado en 1956 se planteó objetivos guiados a la defensa del capital e incentivos a la producción en todos los departamentos del Perú, esto es, obras viales, sanitarias, medidas agropecuarias, salud pública y demás.

#### Censo 1961
El 27 de abril de 1959, el Congreso de la República publicó la Ley N.º 13248 o Ley de Censos. Esta norma estableció una periodicidad de 10 años para la generación de actividades estadísticas a gran escala: los censos nacionales de población y censos de vivienda; y de 5 años para actividades censales de tipo económico, agropecuario, industrial, comercial y de servicios. Dicha norma continua vigente hasta el día de hoy.
En cumplimiento de dicha ley, el gobierno realizó el 2 de julio de 1961 el censo de población que se levantó simultáneamente con el de Vivienda y el Censo Agropecuario. Este censo fue el sexto que se realizaba desde el inicio de la República; el anterior se había hecho en 1940, precisamente en el primer gobierno de Manuel Prado.
El censo registró para el Perú una población de 10’420,357 habitantes; dio también como resultado que la sierra era la región más poblada en el Perú. Sin embargo, la tendencia era el crecimiento de la población de la costa y la Amazonía. Otro resultado que nos reveló este censo fue que las ciudades más importantes del país se hallaban en la costa, y que la población urbana seguía creciendo más rápido que la del campo.

#### Construcción de vías de penetración de la selva
Como parte de ese plan que tenía Prado de descentralización, entre 1956 y 1960 el gobierno invirtió en trabajos viales.
Se inauguraron importantes vías de penetración a la región amazónica, como la que unía la costa con Chachapoyas. Se encontraban en proceso de construcción las siguientes vías: Olmos-Marañón, Bagua-Chachapoyas, Jaén-Tambopata-San Ignacio, Huánuco-Pucallpa, Quincemil-Maldonado, Concepción-Satipo. Para estas obras se contó muchas veces con la ayuda del ejército.

#### Obras de irrigación
En lo concerniente a las irrigaciones, se concluyeron las obras de construcción de la represa de San Lorenzo, en la irrigación del Quiroz; la de El Frayle, primera etapa de la irrigación de La Joya; la derivación de las lagunas de Orcococha y Choclococha al río Ica; las de Churcampa en Huancavelica y de las pampas de Sicaya y Orcotuna.
Como parte de la obra descentralizadora, se puso también en servicio 57 hidroeléctricas en varios pueblos y se planearon otras obras eléctricas en diversos departamentos.

### Preocupación por la educación
El gobierno de Prado llevó a cabo el Inventario de la Realidad Educativa del Perú; el objetivo de este inventario fue «recolectar datos referentes al educando, al educador, a la labor escolar, planes y programas de estudios, actividades escolares, material didáctico, ocales, supervisión escolar, colaboración de la escuela y la sociedad y lo más importante financiamiento de la educación.» vernacular.” La comisión coordinadora encargada de realizar este trabajo preparó los cuestionarios e hizo estudios estadísticos así como balances; cabe señalar que los cuestionarios realizados llegaron a los lugares más apartados del Perú, ejecutando así un estudio más descentralizado y enfocado en el progreso de la educación tanto en el ámbito pedagógico como en el administrativo.
Los resultados de este inventario permitieron formular el Plan Educacional del Perú. Para 1957 y 1958 se proyectó una reforma en el plan de estudios de educación secundaria, insertando por primera vez al plan de estudios de los colegios la formación de la sensibilidad del alumno por medio de actividades educativas como festivales, recitales y demás.
El plan educacional del presidente Prado también se enfocó en la educación del adulto. En ese sentido, el Ministerio de Educación, en coordinación con el Fondo de Salud y Bienestar Social, realizó una campaña de alfabetización en las zonas más marginales de Lima. Además, aumentó enormemente el presupuesto destinado para la educación, en comparación con el gobierno de Odría. En cifras: el presupuesto, que era de 559 000 000 de soles en 1956, subió a 2,266 000 000 en 1962.
Es importante mencionar que el Estado en 1957 adquirió la colección bibliográfica del fallecido profesor francés Paul Rivet, antropólogo y arqueólogo reconocido mundialmente. «La colección poseía ejemplares sobre los idiomas quechua y aimara y es considera como el más importante repositorio, en el mundo, sobre esta materia, incrementando así los fondos de la Biblioteca Nacional en un tema vinculado estrechamente con nuestra cultura, en su carácter vernacular.»
Como resultado de esta reforma educacional se vio un gran incremento en el número de alumnos y planteles educativos.
Así como se reformaba la educación primaria y secundaria y el gobierno se preocupa por el analfabetismo en 1957, se procedió a una reforma de la Educación Técnica uno de estos cambios fue aumentar los años de preparación, se reformó el funcionamiento de los institutos agropecuarios así como los de minería y de metalurgia. Además en conjunto con el SECPANE se dictaron de capacitación a maestros y empleados del sector mencionado.
Para evaluar los logros alcanzados del plan educacional en el ámbito de la educación técnica, en 1959 creó el Primer Congreso Nacional de Profesores de Educación Técnica que tuvo como finalidad acordar con diversos especialistas sobre una mejor enseñanza y se plantearon crear más centros de instrucción técnica.
La formación de los maestros fue otro asunto de interés del gobierno. Se fundaron las escuelas normales de Chachapoyas, Piura, Chiclayo, Huancavelica, Huaraz, Tacna, Arequipa y Urubamba. La Escuela Normal Superior Enrique Guzmán y Valle pasó a depender del Ministerio de Educación Pública.
En lo concerniente a la enseñanza superior, fue reorganizada la Escuela de Bellas Artes, y se crearon las universidades nacionales de la Amazonía Peruana, San Luis Gonzaga de Ica, Técnica de Piura, Técnica del Altiplano en Puno, Nacional del Centro en Huancayo, Técnica de Cajamarca, Nacional de Lambayeque.
Además se crearon nuevas universidades privadas, aumentando la oferta, ya que antes la única privada era la Universidad Católica de Lima (hoy PUCP), se inaugurarón las nuevas universidades Santa María en Arequipa; Cayetano Heredia, Lima y San Martín de Porres en Lima. La Universidad Nacional San Cristóbal de Huamanga fue restablecida después de muchos años de estar clausurada. Además, se aprobó el “pasaje universitario”, que permitía a los estudiantes universitarios pagar la mitad de la tarifa en los autobuses del servicio público.

### Las barriadas
En esos años se desarrollaron mucho las migraciones de la sierra a la capital y se incrementaron las barriadas en torno a Lima, al punto de hablarse del “cinturón de miseria” que empezaba a rodear la capital. En general, Prado no hizo mucho por mejorar la situación y condición de estas personas, que continuaron viviendo en pésimas condiciones. 

### Estímulo a la construcción de viviendas
De la gestión económica de Pedro Beltrán se debe destacar los estímulos que se dieron a las mutuales de ahorro y crédito para vivienda. Muchas de estas instituciones trabajaron activamente a partir de 1959, y en los años siguientes se vieron los frutos, cuando muchas familias, especialmente las de clase media, pudieron acceder a la casa propia.

### Conflictos laborales
La Federación de Empleados Bancarios había promovido diversos conflictos laborales sus huelgas afectaban el movimiento comercial del país. «Esta paralización y otros movimientos sindicales análogos, obligaron al gobierno a decretar la suspensión de las garantías individuales en toda la República, prohibiendo las reuniones públicas.»
El gobierno afrontó  grandes problemas en el campo laboral. «La elevación del costo de vida, el pago de salarios bajos y otros problemas provocaron conflictos y huelgas que en algunos casos tuvieron un desenlace doloroso. Solo en Lima, entre los años 1956 y 1962 fueron atendidas 33,362 reclamaciones laborales».
Para afrontar los problemas que le estaban ocasionando los sindicatos y la clase obrera en general, se decidió un aumento general de los sueldos y salarios. Se reestructuró los servicios del Ministerio de Trabajo, creando así direcciones en provincias. El gobierno fue riguroso con las empresas con respecto a las planillas de pagos y el turno vacacional de los empleados.
Se les otorgó beneficios a los obreros que no recibían  la misma redistribución que los empleados. Así es como en 1961 se promulgó una ley que permitía la jubilación obrera reconociendo a hombres y mujeres mayores de 60 años que hubieran laborado por lo menos 30 años en la empresa. El gobierno, para financiar estas medidas de beneficio o de igualdad, creó un fondo de jubilación obrera el cual estaba a cargo de la Caja Nacional del Seguro Social. Siguiendo la misma línea de beneficios a obreros, Prado mandó a construir el barrio obrero del Rímac.
Además del sector público, el campesinado también tomó medidas drásticas como numerosas movilizaciones y enfrentamientos sobre todo de la región sur; estas insurgencias eran lideradas por Hugo Blanco Galdós y exigían una Reforma Agraria con urgencia.
Durante este periodo se enfrentaron el gremio médico y la Caja del Seguro Social del Empleado porque la Federación Médica del Perú quería que el recién instalado Hospital del Empleado (actual Edgardo Rebagliati) funcionara como clínica abierta (sin personal fijo de profesionales), lo que significaba que los asegurados podían decidir con total libertad el médico de su preferencia. El ejecutivo se oponía a esta propuesta pues consideraba que haría imposible el trabajo del seguro, ya que los servicios internos y externos eran muy complejos.
El Hospital se inauguró como una clínica cerrada (personal profesional contratado y con dedicación exclusiva). Esto provocó que la Federación Médica reaccionara con un paro general, que fue acatado por todos sus miembros. El problema fue solucionado por el presidente Prado con la creación de una comisión conciliadora en donde los miembros del Ministerio de Salud Pública y miembros de la Federación Médica llegaron al siguiente acuerdo: «establecer en el Hospital del Empleado el sistema de nosocomio cerrado, reconociendo, paralelamente, la libertad del asegurado para optar por la atención libre, escogiendo médicos y clínicas de su preferencia. Al mismo tiempo fueron mejoradas las pensiones y prestaciones de la empleocracia y las asignaciones a los médicos extrahospitalarios.»

### Modernización de la Defensa Nacional
El Poder Ejecutivo se enfocó de manera especial en los institutos armados. «Así, el ejército tuvo sensible aumento en sus efectivos procediendo al total reequipamiento de las unidades de infantería, dotándolas de armas automáticas que sustituyeron a los viejos fusiles Mauser, con lo que se obtuvo un notable incremento de su poder de fuego.» Además se estableció una fábrica de municiones ( hoy FAME) para que los institutos armados se autoabastecieran y no tuvieran que depender de las importaciones. Se creó un centro industrial de confecciones militares en 1958, cuyo objetivo era abastecer con vestuario equipos a todas las unidades de las Fuerzas Armadas. En esta época el Ejército peruano tenía un pensamiento de construcción del Estado y había una preocupación por conectar a todo el Perú. 
Por otro lado, se creó «el Departamento de Investigación y Desarrollo, destinados estudios básicos y especifico, en relación a nuevas tendencias y orientaciones sobre las necesidades presentes y futuras del arma en los diversos campos».

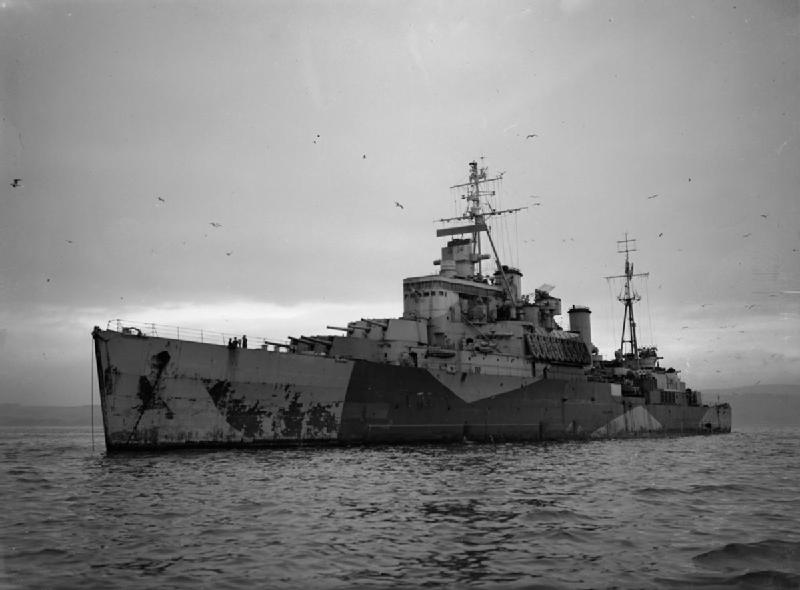
Crucero BAP Almirante Grau, que fue adquirido de la marina británica; su nombre original era HMS Newfoundland. En 1973 fue rebautizado como BAP Capitán Quiñones.

Con respecto a la marina, esta también recibió adquisiciones de lujo como los cruceros Almirante Grau y Coronel Bolognesi, que vinieron a reemplazar a los primeros cruceros de nombres similares que habían sido adquiridos hacía 50 años atrás, en el primer gobierno de José Pardo. Prestarían servicios hasta inicios de los años 1980. Estas adquisiciones se lograron gracias a las negociaciones con el almirantazgo británico. 
Asimismo, se firmó un convenio de asistencia militar con el gobierno de los Estados Unidos. La armada de este país transfirió al Perú dos destructores de la clase Fletcher: el Benham (1960) y el Isherwood (1961), rebautizados como Almirante Villar y Almirante Guise, respectivamente, que también estuvieron en servicio hasta principios de los años 1980. 
Se adquirieron también  diversas unidades auxiliares: el remolcador Guardián Ríos, y las corbetas Gálvez y Diez Canseco. Se construyeron el Ilo, el Atico, el Lomas, el Paita y el Zorritos, en los astilleros de los Servicios Industriales de la Marina (SIMA).
En cuanto a la fuerza aérea del Perú, se adquirieron 69 aviones, 50 aviones a reacción y 10 helicópteros. Esto fue muy útil ya que se podía transportar o brindar el servicio de pasajeros, así como un servicio de carga que cubría rutas del norte, sierra y selva.
Es importante señalar que las Fuerzas Armadas de los Estados Unidos brindaron al Perú su total apoyo con respecto a la adquisición de nuevos armamentos ya que en plena Guerra Fría parte de su política exterior era promover una defensa continental contra el comunismo promovido por la Unión Soviética.
Se creó el Comando Conjunto de la Fuerza Armada, institución que agrupa los comandos de las tres armas defensivas de la República: Ejército, Marina y Aviación.

### Salud pública

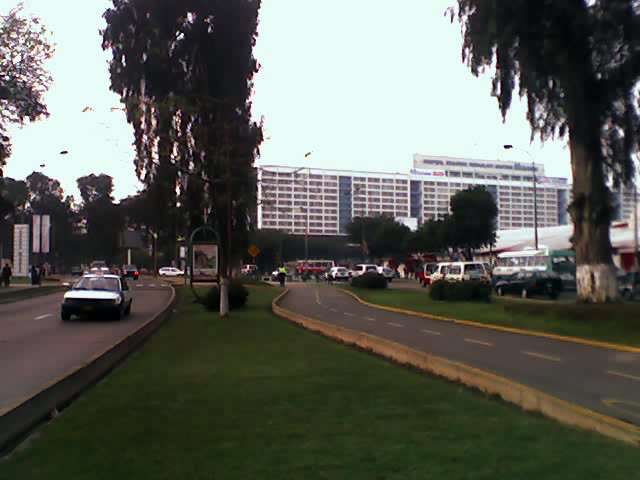
Fachada del Hospital Edgardo Rebagliati Martins, antiguo Hospital Central del Empleado, inaugurado en 1958.

Como primer paso el ejecutivo reestructuró el Ministerio de Salud Pública y Asistencia Social. Se puso en marcha en 1958 el Hospital Central del Empleado (actual Edgardo Rebagliati Martins) cuyo funcionamiento empezó con problemas internos, como ya lo mencionamos. 
Como parte del Plan Descentralizador, el gobierno emprendió un vasto plan hospitalario. Prado, en su viaje a Europa firmó un contrato con el grupo hospitalario alemán en 1961, el cual «comprendía la construcción de 12 modernos nosocomios ubicados en las ciudades de Ayacucho, Abancay, Cajamarca, Chachapoyas, Huánuco, Huancavelica, Huaraz y Sullana, Trujillo, Puno y Cusco. Al término del gobierno en 1962, quedaron inaugurados un gran número de Hospitales así como varios en proceso de construcción.» También se instalaron numerosos centros de salud y postas médicas, en Lima y las principales ciudades del país. 
De todos esos nosocomios debemos destacar los Centros de Salud Daniel A. Carrión de Huancayo, Puquio, Tingo María y Arequipa; el ya mencionado Hospital Central del Empleado en Lima, el Hospital de Tarma, el Hospital Antonio Barrionuevo de Lampa, el Hospital Materno Infantil de Bellavista y el Hospital Central de Ilo. Se ampliaron los servicios del Instituto de Enfermedades Neoplásicas, del Hospital del Niño y del de Camaná.
Ahora bien, además de la infraestructura, el gobierno se preocupó en el reforzamiento de la educación; fue así como la Facultad de Medicina de la Universidad Nacional de San Agustín, para fines docentes, contó con la disponibilidad de 870 camas.
También se realizó una intensa campaña contra las enfermedades endémicas y epidémicas. Se firmó un contrato con la misión francesa Marc Merlin, para la realización de estudios sobre planes sanitarios a ejecutarse en el Norte y en el Nororiente.

### Política agropecuaria
Se trazó un vasto plan para el desarrollo de la agricultura y la ganadería, que incluyó a la región amazónica, donde también se fomentó la colonización. 
Sin embargo, hubo dificultades no bien iniciado el gobierno, cuando se produjo un alza en el precio del arroz, debido a su escasez, lo que obligó al gobierno a importar dicho cereal. Lo mismo ocurrió con el algodón, cultivo que se había visto afectado por el inadecuado uso de insecticidas.

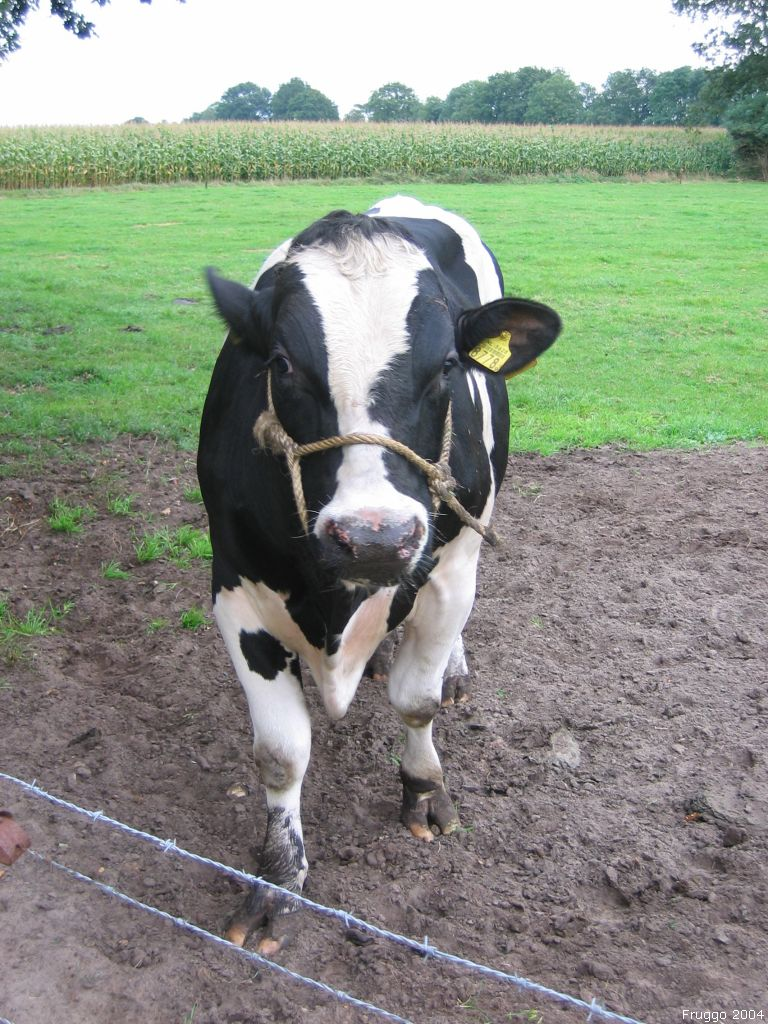
Toro de raza holstein.

Para fomentar el desarrollo de la ganadería se eliminó los precios topes a la carne, declarándose el comercio libre, y con el mismo propósito se elaboró el «Plan Regional del Sur», entidad encargada del estudio de la aplicación de la ayuda financiera proveniente del fondo especial de las Naciones Unidas.
Además, se importaron sementales vacunos Holstein y Brown Swiss. Para estimular el comercio de la lana se dio la Ley 12817, que estableció la vigencia de la tasa única a la exportación de este producto.
Ante la demanda campesina de una reforma agraria, el gobierno se limitó a  la creación de un Instituto de Reforma Agraria y Colonización (IRAC), con el «fin inmediato de estudiar, proponer y en lo posible, poner en práctica las medidas necesarios para aumentar la superficie cultivada colonizando la selva, difundiendo la pequeña y mediana propiedad y procurando preferencialmente el establecimiento de granjas familiares», cuyos estudios fueron retomados por los gobiernos siguientes.
Durante el verano de 1958-59 la región de Puno fue escenario  de una desastrosa sequía que hizo estragos en la población. Para superar esta crisis, se nombró una comisión para la ayuda de los pueblos afectados con la contribución del gobierno de los Estados Unidos, que donó alimentos y se formó la Corporación Nacional de Alimentos con el fin de facilitar su conservación y comercialización.

## Aspecto internacional
La política exterior del Perú en la época de Prado estuvo marcada por su relación con Latinoamérica, en especial los estados limítrofes y Estados Unidos. Sin embargo, se hizo un intento por acercarse  a Europa; caso aparte fue la Alianza para el Progreso.

### Brasil
Entre Perú y Brasil, existía históricamente una relación distante, tanto por la lejanía geográfica, como las diferencias políticas. De todos modos, siempre hubo un interés de parte del Perú en revertir esa situación. De modo que cuando Brasil propició iniciativas de alcance continental para una cooperación más cercana y provechosa con los Estados Unidos, el Perú se mostró interesado. 
El 28 de mayo de 1958, el presidente Juscelino Kubitschek de Brasil se dirigió al presidente estadounidense Dwight Eisenhower proponiéndole una acción inmediata que revitalizara los mecanismos existentes con respecto a la cooperación, a lo que llamó Operación Panamericana. El 12 de diciembre de 1958 se instaló un comité especial para estudiar  la formulación de nuevas medidas de cooperación económica,  el «Comité de los 21». En el Perú se acogió la iniciativa de Kubitschek con interés y el 10 de abril de 1959 se instaló la «Comisión Peruana de la Operación Panamericana» donde Porras Barrenechea definió el objetivo de «servir a la formación de una comunidad americana» y lograr «una fusión progresiva de nuestras economías nacionales, favorecer el desarrollo de instituciones comunes». Pero estas intenciones serían luego superadas por los acontecimientos. Pese a ello, el término de Operación Panamericana se repitió en el acta constitutiva de la Alianza para el Progreso.

### Bolivia
Se firmó un convenio con Bolivia para el aprovechamiento de las aguas del Lago Titicaca en obras de irrigación sobre áreas aledañas y comunes a ambos países. Se planteó un proyecto en base al caso del río Mauri, gracias a la promulgación de la Ley N.º 13,502 del 27 de enero de 1961, creando la Corporación de Fomento y Desarrollo Económico de Taca (COFDET); esta recibió asesoría por parte de la Electric Power Development (EPDC), empresa constituida por acción del gobierno de Tokio para financiar obras de desarrollo en países de América Latina. Esta realizó estudios para un plan integral de irrigación y producción de energía eléctrica. Al año siguiente, se autorizó al Ejecutivo para contratar con el gobierno japonés créditos hasta por 70’000,000 dólares, para financiar el desarrollo de Tacna. Las primeras obras, relativas a los proyectos hidroeléctricos, se realizaron con los recursos de la laguna Aricota, mientras se preparaban los trabajos de las otras etapas.

### Chile
El Perú, Ecuador y Chile suscribieron un acuerdo comprometiéndose a tener una política uniforme en relación con su dominio marítimo (Pacífico Sur) y al aprovechamiento de sus recursos ictiológicos en el área de las 200 millas, convenio que mantuvo a pesar de la oposición de las dos potencias de ese momento: Estados Unidos y la Unión Soviética.

### Ecuador
Existían grandes dificultades con el Ecuador debido a la demarcación de las líneas fronterizas establecidas en el artículo 9º del Protocolo de Río de Janeiro de 1942. Debido a ello, en 1957, el Perú, a través del embajador especial Víctor Andrés Belaúnde, hizo recordar en una conferencia al subsecretario del Ministerio de Relaciones Exteriores en Brasil, que la actitud de Ecuador significaba un desacato a las estipulaciones del Tratado y que era deber de los países garantes ejercer presión sobre Quito para reanudar los labores demarcatorias.
Sin embargo, Ecuador hizo caso omiso a los demás países garantes y en octubre de 1960, su Congreso declaró nulo y sin efectos el Tratado de Río de Janeiro de 1942. El presidente ecuatoriano José María Velasco Ibarra justificaba esta posición aduciendo que el tratado había sido fruto de una invasión y obra de la fuerza. Arrastraba así a su país a faltar a un compromiso internacional, el que no podía ser modificado unilateralmente. Finalmente, el Perú, frente a la rebeldía ecuatoriana, decidió marcar los 70 km de frontera que habían quedado pendientes.

### Estados Unidos
La política exterior con respecto a los Estados Unidos reflejó la hostilidad que se desarrolló en el Perú en la década pasada por el rápido influjo de capital norteamericano, la zona marítima en disputa y el apoyo público de la administración Eisenhower a los regímenes autoritarios de derecha. Esto fue reflejado en la visita del vicepresidente Richard Nixon a Lima, en mayo de 1958, en donde fue recibido con mucha hostilidad en la Universidad Mayor de San Marcos.
Las relaciones diplomáticas se deterioraron aún más después que Eisenhower impuso cuotas a las exportaciones peruanas de plomo y zinc. Esto trajo mucho descontento a los exportadores peruanos, quienes se tranquilizaron cuando la Unión Soviética ofreció adquirir el exceso de plomo, zinc y algodón del Perú, que tuvo como consecuencia que los Estados Unidos decidieran levantar la restricción de importación. Por otro lado, siguieron siendo la principal fuente de asistencia militar. De 1956 a 1962 la asistencia militar norteamericana sumó 70 millones de dólares. 
El Perú mostró un interés por la cooperación económica y el desarrollo latinoamericano. Participó en conferencias multilaterales y declaraciones sobre pesca marítima y recursos  minerales; como también se unió a la Asociación Latinoamericana de Libre Comercio en 1960. 
Insatisfecho con la inversión privada como única vía para generar desarrollo económico y crecimiento, el Estado peruano exploró fuentes alternativas de asistencia financiera como la OEA y las Naciones Unidas. Estos pasos alternativos se combinaron con un declive del poder y prestigio de los Estados Unidos en el Perú.

### Alianza para el Progreso

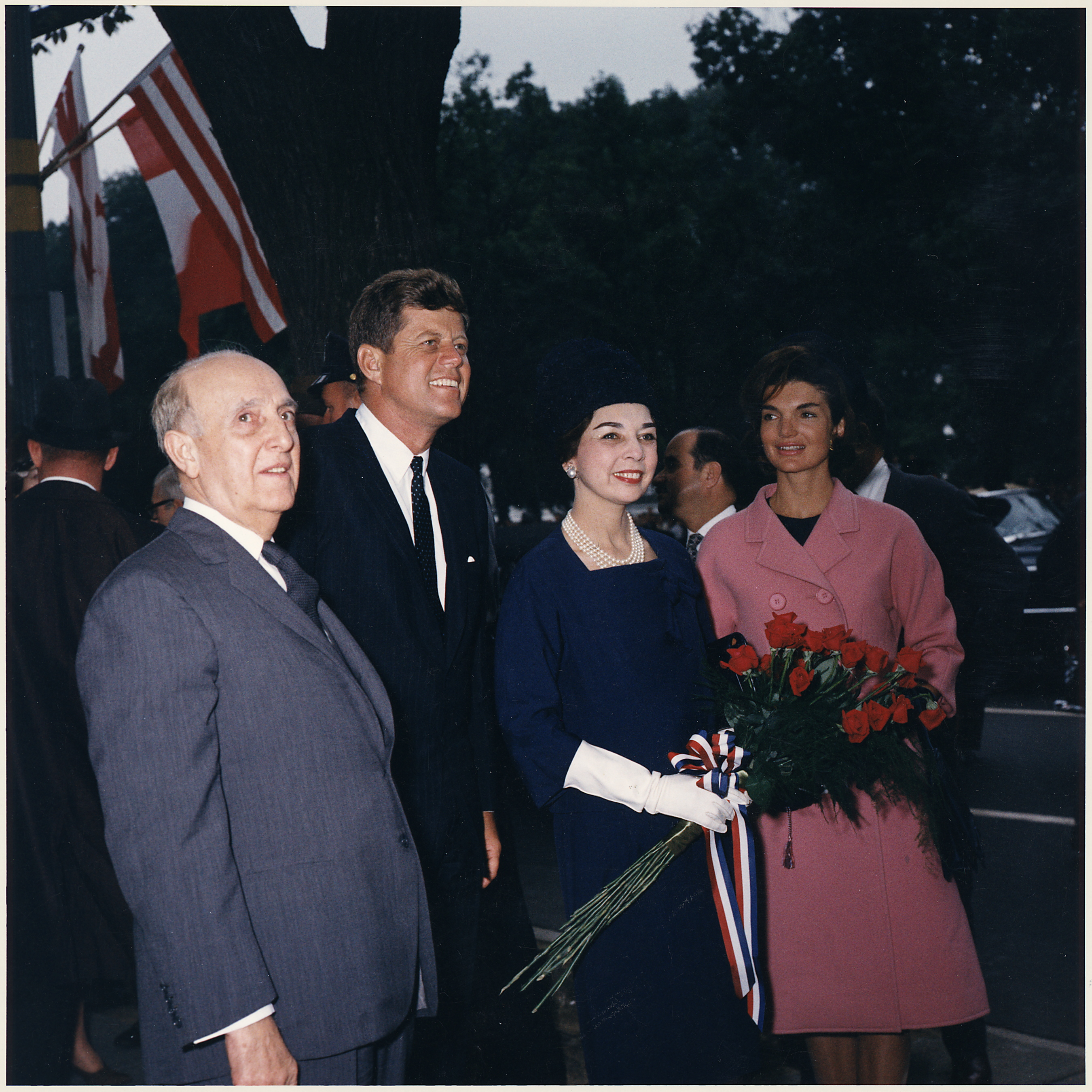
El presidente Manuel Prado y el presidente de los Estados Unidos John F. Kennedy, con sus respectivas esposas: Clorinda Málaga de Prado y Jacqueline Kennedy. Washington, 1961.

El presidente Kennedy quería distinguirse de su predecesor acerca de su posición con la Latinoamérica. Por ello, tuvo una reunión con el cuerpo diplomático de Latinoamérica el 23 de marzo de 1961, donde se anunció la nueva iniciativa para la región: La Alianza para el Progreso. Esta consistía en el compromiso de los Estados Unidos de proveer a las naciones de América Latina con asistencia económica, a la vez promoviendo cambios fundamentales como la promoción de la reforma agraria, la justicia social y la democracia como sistema político. 
El Perú respondió positivamente a nueva iniciativa de Washington. El periódico La Tribuna señaló a la propuesta de la Alianza como «Una de los documentos más auspiciosos que han emergido de Washington.» Mientras que la conservadora La Prensa se mostró igual de entusiasta, alegando la Alianza era una “extraordinario estímulo” para el desarrollo ya en marcha de la transformación de la nación. Sin embargo, Caretas fue más cauteloso; un mes después del anuncio, señaló acerca del peligro que el poder en el Perú estuviera concentrado en unos pocos, en «una clase dominante» que controlara la economía y el gobierno, y que calificara como extremistas a cualquiera que se atreviera a oponerse a su poder. 
Por ello, para que la Alianza tuviera éxito tenía que ser un esfuerzo cooperativo con apoyo popular, y los Estados Unidos debían abandonar su práctica habitual de intervencionismo unilateral en los asuntos internos de los países latinoamericanos. El representante enviado a Perú que tendría que lidiar con este reto fue Joseph Loeb, quien había sido fundador y presidente de la defensa anticomunista liberal grupo americano por la democracia en acción. Sin embargo, la Alianza para el Progreso no tuvo mayor trascendencia.

### Otros acontecimientos
El presidente Prado estaba muy interesado en los asuntos internacionales y deseaba incrementar la visibilidad e impacto del Perú en el escenario internacional. Fue un admirador de Gran Bretaña y Francia, por ello estaba especialmente ansioso de acercarse a Europa, en parte para reducir la dependencia con los Estados Unidos. En 1956, articuló un sistema vago, conocido luego como la Doctrina Prado, que proponía una cooperación más estrecha entre Latinoamérica y Europa en la causa común contra el totalitarismo.
Con Cuba se rompieron las relaciones diplomáticas tras el triunfo de la revolución castrista y su orientación hacia el bloque soviético.
El Perú recibió la visita oficial del presidente electo de la Argentina, Arturo Frondizi, la del presidente de Honduras Ramón Villeda Morales, la del príncipe japonés Takahito Mikasa, la del Presidente de México Adolfo López Mateos y la del de Cuba Osvaldo Dorticós Torrado.

## Acontecimientos destacables
- El 8 de febrero de 1957 falleció el presidente del Senado, José Gálvez Barrenechea, a causa de una hemorragia cerebral. Se decretó duelo nacional.
- El 19 de septiembre de 1957, llegaron al Perú repatriados desde Francia los restos del aviador Jorge Chávez, el primer civil en cruzar por aire los Alpes.
- El 10 de enero de 1962, el aluvión de Ranrahirca (Ancash), causó la muerte a más de 2900 personas.
- El 22 de marzo de 1962, el papa Juan XXIII invistió como Cardenal al arzobispo de Lima, Juan Landázuri Ricketts.

## Elecciones de 1962 y derrocamiento
Al aproximarse el final del gobierno, el descontento popular era innegable. Menudearon las huelgas y se hicieron protestas bulliciosas y hasta violentas en las calles. Además de la política económica, se criticaba la propia personalidad del presidente, de tendencia pomposa y frívola en momentos difíciles.
Siguiendo el mandato constitucional, Prado llamó a elecciones generales, siendo los principales candidatos los siguientes:
- Víctor Raúl Haya de la Torre, por el Partido Aprista.
- El arquitecto Fernando Belaúnde Terry, por el partido Acción Popular.
- El general y expresidente Manuel Odría, por su partido Unión Nacional Odriista.

Las elecciones se realizaron el 10 de junio de 1962. Al finalizar el escrutinio ningún candidato había obtenido el tercio de votos que exigía la Constitución Política de entonces, teniendo entonces que elegir el Congreso entre los que más votación habían obtenido, que eran los tres arriba mencionados. La situación obligaba a un pacto entre por lo menos dos de estos tres principales contrincantes. Insólitamente para algunos, el pacto se realizó entre los dos enemigos acérrimos, Haya y Odría, acordándose que este último asumiría la presidencia de la república. Pero se acusó al gobierno de haber cometido fraude en algunos departamentos, por lo que el Comando Conjunto de las Fuerzas Armadas presidido por el general Ricardo Pérez Godoy, exigió al gobierno la anulación de las elecciones. Al recibir una respuesta negativa, los militares depusieron al presidente Prado en la madrugada del 18 de julio de 1962, cuando faltaban solo once días para el final del mandato presidencial. Se conformó una Junta Militar de Gobierno que anuló las elecciones y convocó a otras nuevas. Se ha dicho que el móvil verdadero de este golpe institucional de las Fuerzas Armadas fue el antiaprismo muy arraigado todavía entre los militares, que no deseaban que gobernara el APRA, ni siquiera en cogobierno.

## Autoridades

### Ministros
| Ministerio                           | Ministros | Periodo |
| ------------------------------------ | --- | --- |
| Presidencia del Consejo de Ministros | Manuel Cisneros Sánchez Luis Gallo Porras Pedro Beltrán Espantoso Carlos Moreyra y Paz Soldán                                                                  | 28 de julio de 1956 – 9 de junio de 1958 10 de junio de 1958 - 17 de julio de 1959 17 de julio de 1959 - 24 de noviembre de 1961 24 de noviembre de 1961 - 18 de julio de 1962 |
| Relaciones Exteriores                | Manuel Cisneros Sánchez Víctor Andrés Belaúnde Raúl Porras Barrenechea Luis Alvarado Garrido                                                                   | 28 de julio de 1956 – 8 de enero de 1958 8 de enero de 1958 - 4 de abril de 1958 4 de abril de 1958 - 15 de octubre de 1960 15 de octubre de 1960 - 18 de julio de 1962 |
| Agricultura y alimentación           | Ignacio Masías García Enrique Labarthe Correa Emilio Foley Gatjens Alex Zarak Risi Carlos Moreyra y Paz Soldán                                                 | 1 de agosto de 1956 – 20 de septiembre de 1957 26 de septiembre de 1957 – 18 de marzo de 1959 19 de marzo de 1959 – 20 de julio de 1959 21 de julio de 1959 - 22 de noviembre de 1961 22 de noviembre de 1961 - 18 de julio de 1962                                                                 |
| Trabajo y asuntos indígenas          | Ricardo Elías Aparicio Antonio Pinilla Sánchez-Concha Ricardo Elías Aparicio                                                                                   | 28 de julio de 1956 – 4 de abril de 1958 4 de abril de 1958 - 3 de septiembre de 1958 3 de septiembre de 1958 - 18 de julio de 1962 |
| Hacienda y Comercio                  | Juan Pardo Heeren Augusto Thorndike Galup Luis Gallo Porras Pedro Beltrán Espantoso Alex Zarak Risi                                                            | 28 de julio de 1956 - 10 de enero de 1958 10 de enero de 1958 - 10 de junio de 1958 10 de junio de 1958 - 14 de marzo de 1959 14 de marzo de 1959 - 26 de abril de 1961 26 de abril de 1961 - 18 de julio de 1962                                                                                   |
| Salud pública y asistencia social    | Jorge Haaker Fort Francisco Sánchez Moreno Guillermo Garrido Lecca Frías Rodrigo Franco Guerra Eduardo Watson Cisneros                                         | 28 de julio de 1956 - 24 de septiembre de 1957 24 de septiembre de 1957 - 20 de julio de 1959 20 de julio de 1959 - 10 de junio de 1960 10 de junio de 1960 - 19 de febrero de 1961 19 de febrero de 1961 - 18 de julio de 1962                                                                     |
| Justicia y Culto                     | Augusto Thorndike Galup Manuel Cisneros Sánchez Ulises Montoya Manfredi Raúl Gómez de la Torre Tamayo José Merino Reyna Geraldo Arosemena Garland              | 28 de julio de 1956 - 7 de enero de 1958 7 de enero de 1958 - 9 de junio de 1958 9 de junio de 1958 - 18 de julio de 1959 18 de julio de 1959 - 6 de junio de 1960 6 de junio de 1960 - 19 de noviembre de 1961 19 de noviembre de 1961 - 18 de julio de 1962                                       |
| Educación pública                    | Jorge Basadre Grohmann Ulises Montoya Manfredi Emilio Romero Padilla José Rubio Rolando Alfredo Parra Carreño Alfonso Villanueva Pinillos Darío Acevedo Criado | 28 de julio de 1956 - octubre de 1958 octubre de 1958 - 17 de octubre de 1958 17 de octubre de 1958 - 26 de julio de 1959 26 de julio de 1959 - 6 de junio de 1960 6 de junio de 1960 - 2 de mayo de 1961 2 de mayo de 1961 - 19 de noviembre de 1961 20 de noviembre de 1961 - 18 de julio de 1962 |
| Fomento y Obras Públicas             | Carlos Alzamora Elster Federico Hilbck Seminario Eduardo Dibós Dammert Alfonso Rizo Patrón Remy Jorge Grieve Madge                                             | 28 de julio de 1956 -1957 1957 - 1958 1958 - 1959 1959 - 1960 1960 - 18 de julio de 1962 |
| Gobierno y Policía                   | Jorge Fernández Stoll Carlos Carrillo Smith Ricardo Elías Aparicio                                                                                             | 28 de julio de 1956 - 7 de abril de 1958 7 de abril de 1958 - 16 de junio de 1960 16 de junio de 1960 - 18 de julio de 1962 |
| Aeronáutica                          | Manuel Polidoro García Mejía Salvador Noya Ferré | 28 de julio de 1956 - 22 de julio de 1959 22 de julio de 1959 - 18 de julio de 1962 |
| Marina                               | Emilio Barrón Sánchez Guillermo Tirado Lamb | 28 de julio de 1956 - 22 de julio de 1959 22 de julio de 1959 - 18 de julio de 1962 |
| Guerra                               | Enrique Indacochea Galarreta Víctor Tenorio Hurtado Alejandro Cuadra Rabines                                                                                   | 28 de julio de 1956 - 16 de diciembre de 1958 16 de diciembre de 1958 - 23 de agosto de 1960 23 de agosto de 1960 - 18 de julio de 1962 |